# Illusion taille-poids
L'illusion taille-poids, ou illusion de poids, est une illusion visuelle et sensitive, qui concerne l'influence de l'appréciation visuelle du volume d'un objet sur le ressenti de son poids. Elle
est également dénommée illusion de Charpentier (d'après le physicien français Augustin Charpentier (en) qui a été le premier à la décrire, dès 1891), ou illusion de Charpentier-Koseleff (en référence aux travaux de P. Koseleff en 1957).
L'expérience montre qu'entre les qualités sensorielles de l'objet et la supputation de son poids il n'y a pas de liaison nécessaire mais seulement présomption purement empirique. C'est ce que montre l'illusion bien connue qui de deux poids égaux fait sous-estimer le plus volumineux, l'association habituelle entre poids et volume ayant fait surestimer l'effort à dépenser avec le plus gros des deux objets. 

## Poids et volume
Notre conscience ne réussit pas trop mal à évaluer les rapports extensifs (étendue et durée), elle est presque impuissante à mesurer directement les sensations intensives (lumière, son, poids, etc.)[réf. nécessaire].
L'expérience consiste ici à charger une personne non prévenue de classer suivant leur poids une collection d'objets différents de forme, de nature et de grosseur, mais qui en réalité pèsent tous la même chose. On constate qu'après quelques tâtonnements elle les aligne dans un ordre qui se trouve être en gros celui de leur volume, les plus petits lui paraissant les plus lourds. Si on lui révèle alors leur égalité de poids, elle en reste stupéfaite et il faut recourir à la balance pour la convaincre de son erreur de perception, qui d'ailleurs subsiste en dépit de ce démenti objectif. La ténacité de l'illusion est aussi remarquable que son intensité, et elle prouve bien qu'il ne s'agit pas là d'une simple surprise momentanée (comme celle que nous éprouvons en soulevant une cruche que nous avions crue vide et qui se trouve pleine ou vice versa) mais d'une erreur en quelque sorte constitutionnelle. La connaissance de l'identité de poids ne supprime pas la sensation d'inégalité entre les objets. Ce n'est que sur quelques objets intermédiaires, peu différents de volume, que l'idée de leur égalité de poids se fait sentir, en abolissant ou troublant l'ordre d'abord établi entre eux non sans hésitation.
Il s'agit donc d'un idolum tribus de la perception, qui découle de notre organisation héréditaire et dont l'individu, dans la règle, n'arrive pas à s'affranchir, bien que par l'exercice et l'emploi du raisonnement, il puisse jusqu'à un certain point cesser d'en être dupe. 
À remarquer l'absence habituelle de cette erreur chez le jeune enfant ou chez le déficient intellectuel. La synthèse poids-volume ne s'est pas encore opérée chez eux ; ce sont deux grandeurs qui restent mutuellement indépendantes.
La notion de poids est liée à des notions de substance et de volume qui a connu de nombreux avatars. La sensation de poids d'un corps n'est nullement son poids absolu, mais un poids relatif, une certaine densité : c'est-à-dire un poids rapporté à un volume.
Comme nous ne pouvons estimer le poids de manière correcte nous utilisons des balances. La méthode de contrôle du titre précieux la plus pratiquée durant l'Antiquité est le comparatif des densités, par l'immersion de l'objet dans l'eau et la comparaison du volume débordant du récipient avec un échantillon connu. D'après Vitruve, Archimède aurait utilisé cette méthode pour confondre un orfèvre malhonnête.

## Autres explications
En prenant deux récipients de tailles différentes (un attaché-case et une valise), après avoir rempli chacun des récipients avec des objets de même poids (5 kg par exemple) de telle manière que chaque récipient pèse bien le même poids, toute personne à qui il sera demandé de comparer les poids de chaque récipient pensera que le plus petit sera le plus lourd[réf. nécessaire].
Cette illusion est explicable par notre capacité d'anticipation. Quand nous voyons le gros récipient, nous préparons nos muscles à soulever un objet lourd; si le récipient pèse moins lourd qu'attendu, l'objet nous paraît alors léger. Au contraire, dans le cas d'un petit récipient, nous nous attendons à soulever un objet léger; s'il est alors plus lourd qu'attendu, l'on pensera que cet objet est plus lourd que le gros bien qu'il pèse le même poids.
Une autre explication est que nous apprécions plus la densité (par la vision seule) que le poids absolu d'un objet (Expérience au Palais de la découverte de Paris et cette explication).